# Singleyrac
Singleyrac est une commune française située dans le département de la Dordogne, en région Nouvelle-Aquitaine.

## Géographie

### Généralités
Commune située dans l'aire d'attraction de Bergerac et brièvement bordée au nord par la Gardonnette, un affluent de la Dordogne.

### Communes limitrophes
Singleyrac est limitrophe de six autres communes. Au nord-est, elle est distante d'environ 300 mètres de Monbazillac.
| Sigoulès-et-Flaugeac           | Rouffignac-de-Sigoulès | Ribagnac |
|                                | Singleyrac             | Sadillac |
| Saint-Julien-Innocence-Eulalie | Razac-d'Eymet          |          |

### Géologie et relief

#### Géologie
Situé sur la plaque nord du Bassin aquitain et bordé à son extrémité nord-est par une frange du Massif central, le département de la Dordogne présente une grande diversité géologique. Les terrains sont disposés en profondeur en strates régulières, témoins d'une sédimentation sur cette ancienne plate-forme marine. Le département peut ainsi être découpé sur le plan géologique en quatre gradins différenciés selon leur âge géologique. Singleyrac est située dans le quatrième gradin à partir du nord-est, un plateau formé de dépôts siliceux-gréseux et de calcaires lacustres de l'ère tertiaire.
Les couches affleurantes sur le territoire communal sont constituées de formations superficielles du Quaternaire et de roches sédimentaires datant du Cénozoïque. La formation la plus ancienne, notée e6-7, se compose d'argiles à Palaeotherium, des argiles carbonatées silteuses versicolores à niveaux sableux (Bartonien supérieur à Priabonien inférieur continental). La formation la plus récente, notée Fy3-z, fait partie des formations superficielles de type alluvions subactuelles à actuelles. Le descriptif de ces couches est détaillé dans  la feuille « no 830 - Eymet » de la carte géologique au 1/50 000 de la France métropolitaine, et sa notice associée.

Carte géologique de Singleyrac.

#### Relief et paysages

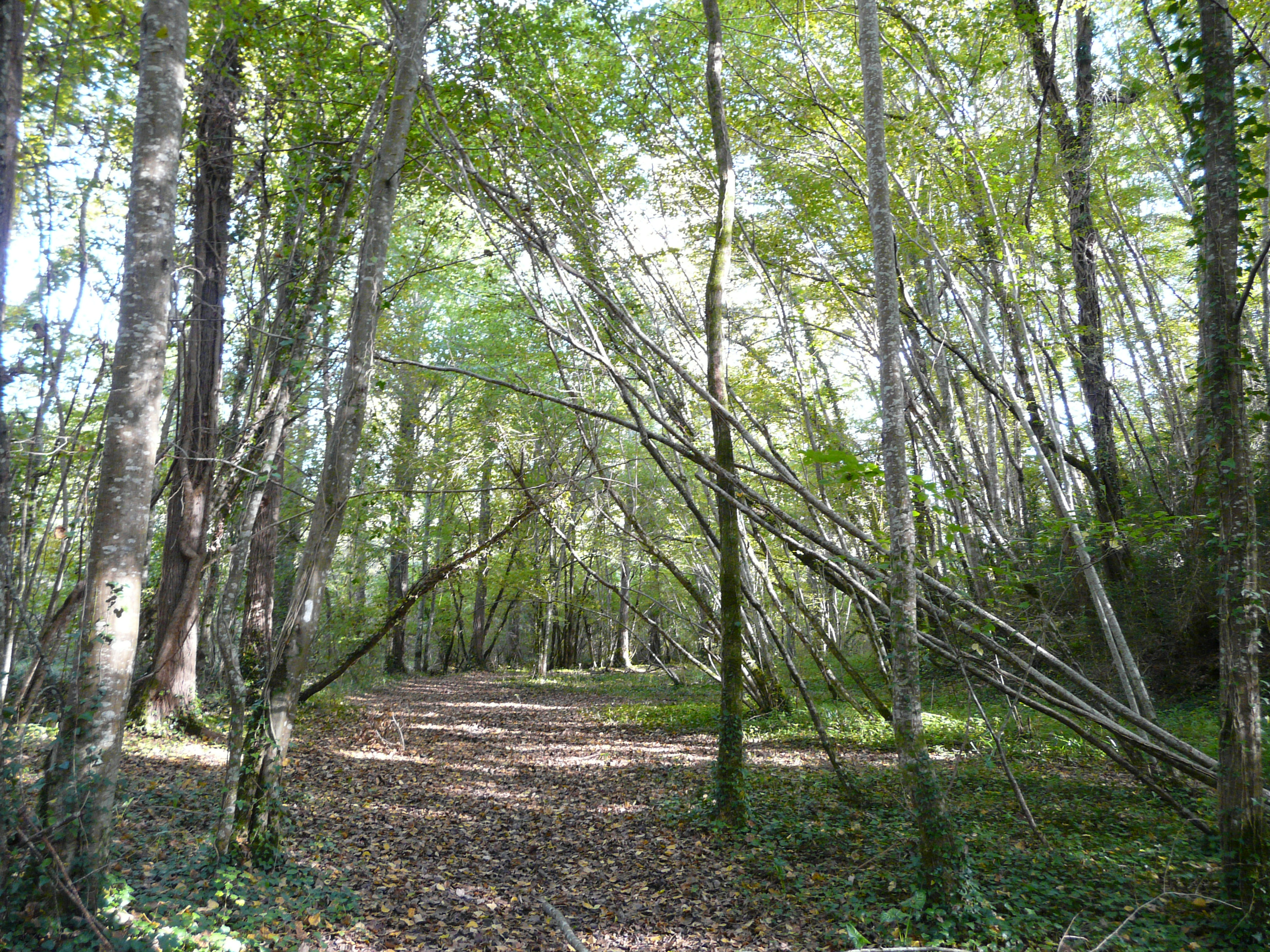
La promenade en rive gauche de la Gardonnette.

Le département de la Dordogne se présente comme un vaste plateau incliné du nord-est (491 m, à la forêt de Vieillecour dans le Nontronnais, à Saint-Pierre-de-Frugie) au sud-ouest (2 m à Lamothe-Montravel). L'altitude du territoire communal varie quant à elle entre 72 mètres et 177 mètres,.
Dans le cadre de la Convention européenne du paysage entrée en vigueur en France le 1er juillet 2006, renforcée par la loi du 8 août 2016 pour la reconquête de la biodiversité, de la nature et des paysages, un atlas des paysages de la Dordogne a été élaboré sous maîtrise d’ouvrage de l’État et publié en octobre 2020. Les paysages du département s'organisent en huit unités paysagères,. La commune est dans le Bergeracois, une région naturelle présentant un relief contrasté, avec les deux grandes vallées de la Dordogne et du Dropt séparées par un plateau plus ou moins vallonné, dont la pente générale s’incline doucement d’est en ouest. Ce territoire offre des paysages ouverts qui tranchent avec les paysages périgourdins. Il est composé de vignes, vergers et cultures,.
La superficie cadastrale de la commune publiée par l'Insee, qui sert de référence dans toutes les statistiques, est de 7,09 km2,,. La superficie géographique, issue de la BD Topo, composante du Référentiel à grande échelle produit par l'IGN, est quant à elle de 7,21 km2.

### Hydrographie

#### Réseau hydrographique
La commune est située pour partie dans le bassin de la Dordogne et pour partie dans le bassin de la Garonne au sein du Bassin Adour-Garonne. Elle est drainée par le Gardonnette, le ruisseau du Réveillou, l'Ayguessou, le Grimoudou, le ruisseau de Bonnefin, le ruisseau de Fonjuliane et par divers petits cours d'eau, qui constituent un réseau hydrographique de 10 km de longueur totale,.
La Gardonnette, d'une longueur totale de 24,6 km, prend sa source dans la commune de Bouniagues et se jette dans la Dordogne en rive gauche en limite de Gardonne et de Lamonzie-Saint-Martin, face à Saint-Pierre-d'Eyraud,. Elle borde la commune au nord sur plus de 600 mètres, face à Rouffignac-de-Sigoulès.
Son affluent de rive gauche l'Ayguessou arrose le nord du territoire communal sur plus de deux kilomètres, dont un kilomètre sert de limite naturelle face à Sigoulès-et-Flaugeac (territoire de l'ancienne commune de Flaugeac).
Autre affluent de rive gauche de la Gardonnette, le Grimoudou marque la limite communale au nord-est sur 400 mètres, face à Ribagnac.
Au sud, le ruisseau du Réveillou, affluent de rive droite du Dropt, borde la commune sur deux kilomètres, face à Razac-d'Eymet.
Son affluent de rive droite le ruisseau de Bonnefin arrose le sud-est du territoire communal sur un kilomètre et demi dont un près d'un kilomètre en limite de Sadillac et Razac-d'Eymet.
Autre affluent de rive droite du ruisseau du Réveillou, le ruisseau de Fonjuliane borde très brièvement le sud-est de la commune sur moins de cent mètres, face à Saint-Julien-Innocence-Eulalie.

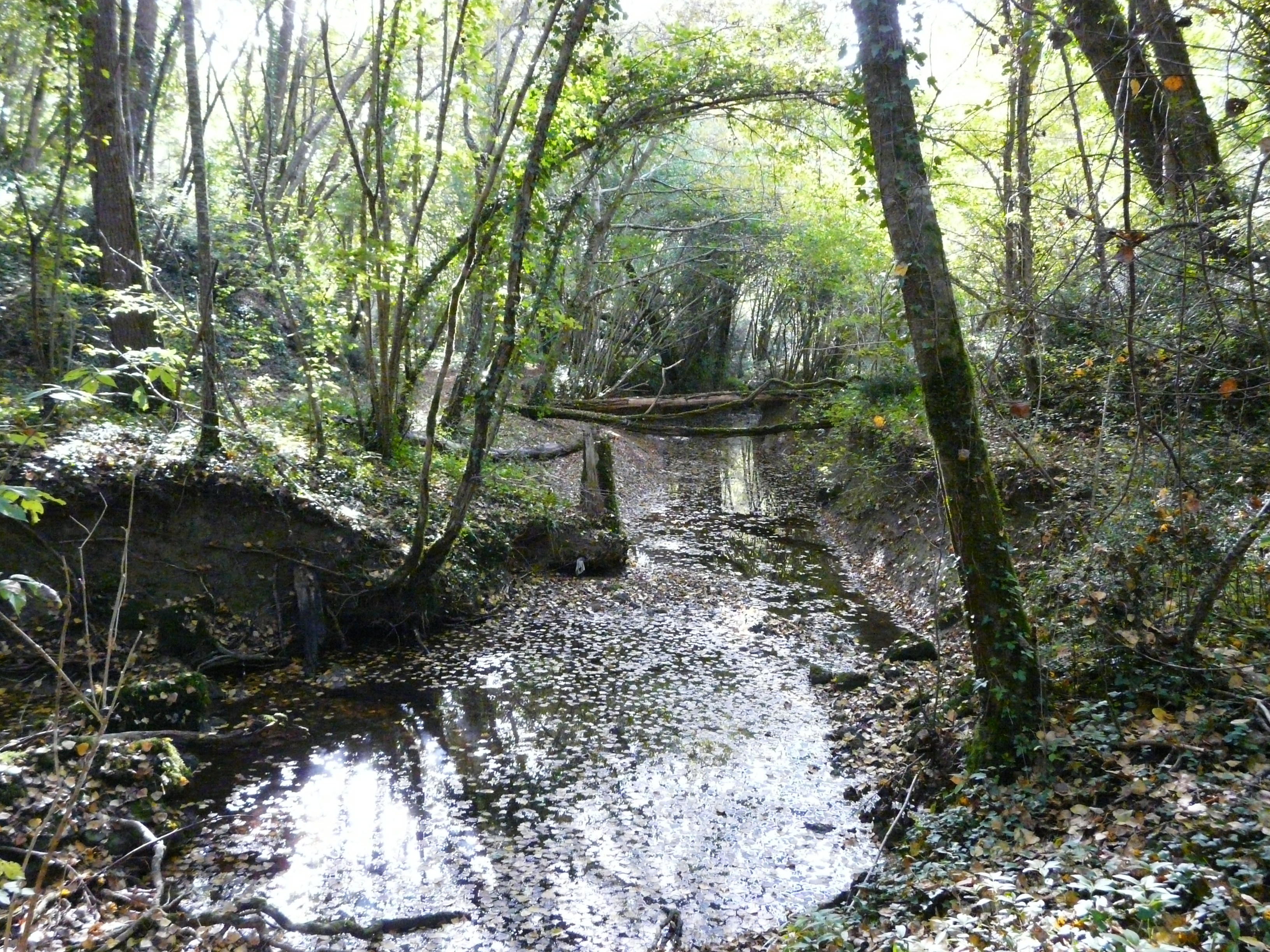
La Gardonnette en limite de Singleyrac (à gauche) et Rouffignac-de-Sigoulès.
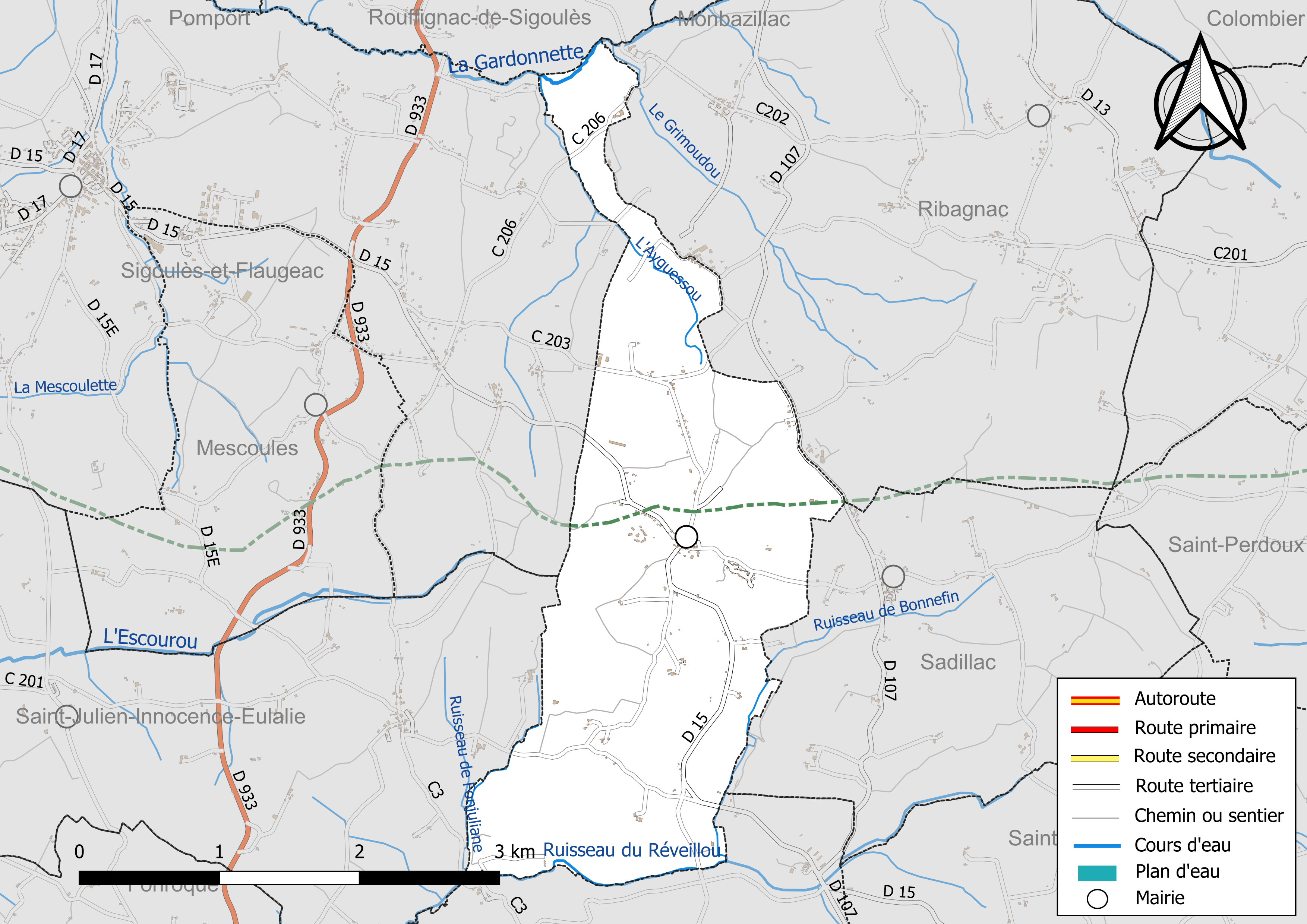
Réseaux hydrographique et routier de Singleyrac[Note 3].
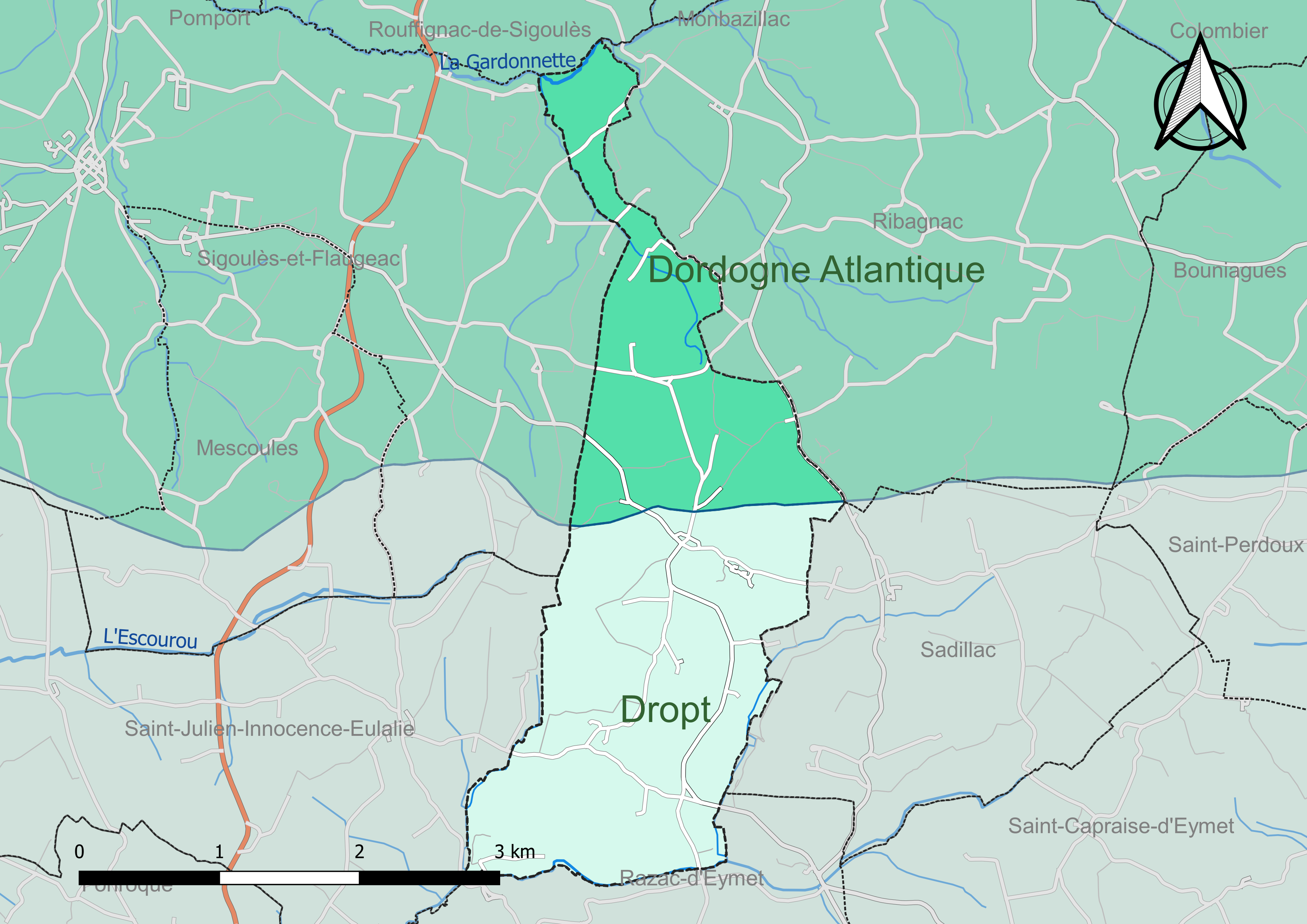
Carte des schémas d'aménagement et de gestion des eaux (SAGE) couvrant le territoire communal de Singleyrac.

#### Gestion et qualité des eaux
Le territoire communal est couvert par les schémas d'aménagement et de gestion des eaux (SAGE) « Dordogne Atlantique » et « Dropt ». Le SAGE « Dordogne Atlantique », dont le territoire correspond au sous‐bassin le plus aval du bassin versant de la Dordogne (aval de la confluence Dordogne - Vézère)., d'une superficie de 2 700 km2 est en cours d'élaboration. La structure porteuse de l'élaboration et de la mise en œuvre est l'établissement public territorial de bassin de la Dordogne (EPIDOR). Le SAGE « Dropt », dont le territoire correspond au bassin versant du Dropt, d'une superficie de 1 522 km2, a été approuvé le 13 janvier 2022. La structure porteuse de l'élaboration et de la mise en œuvre est le syndicat mixte EPIDROPT. Ils définissent chacun sur leur territoire les objectifs généraux d’utilisation, de mise en valeur et de protection quantitative et qualitative des ressources en eau superficielle et souterraine, en respect des objectifs de qualité définis dans le troisième SDAGE  du Bassin Adour-Garonne qui couvre la période 2022-2027, approuvé le 10 mars 2022.
Au sud, la majeure partie du territoire communal — environ les deux tiers — dépend du SAGE Dropt. Au nord, le bassin versant de la Gardonnette est rattaché au SAGE Dordogne Atlantique.
La qualité des eaux de baignade et des cours d’eau peut être consultée sur un site dédié géré par les agences de l’eau et l’Agence française pour la biodiversité.

### Climat
Pour des articles plus généraux, voir Climat de la Nouvelle-Aquitaine et Climat de la Dordogne.
Historiquement, la commune est exposée à un climat océanique aquitain.  
En 2020, Météo-France publie une typologie des climats de la France métropolitaine dans laquelle la commune est exposée à un climat océanique et est dans la région climatique  Aquitaine, Gascogne, caractérisée par une pluviométrie abondante au printemps, modérée en automne, un faible ensoleillement au printemps, un été chaud (19,5 °C), des vents faibles, des brouillards fréquents en automne et en hiver et des orages fréquents en été (15 à 20 jours).
Pour la période 1971-2000, la température annuelle moyenne est de 12,7 °C, avec  une amplitude thermique annuelle de 15,1 °C. Le cumul annuel moyen de précipitations est de 850 mm, avec 11,8 jours de précipitations en janvier et 6,9 jours en juillet. Pour la période 1991-2020, la température moyenne annuelle observée sur la station météorologique la plus proche, située sur la commune de Bergerac à 13 km à vol d'oiseau, est de 13,2 °C et le cumul annuel moyen de précipitations est de 792,9 mm,. Pour l'avenir, les paramètres climatiques de la commune estimés pour 2050 selon différents scénarios d’émission de gaz à effet de serre sont consultables sur un site dédié publié par Météo-France en novembre 2022.

## Urbanisme

### Typologie
Au 1er janvier 2024, Singleyrac est catégorisée commune rurale à habitat dispersé, selon la nouvelle grille communale de densité à 7 niveaux définie par l'Insee en 2022.
Elle est située hors unité urbaine. Par ailleurs la commune fait partie de l'aire d'attraction de Bergerac, dont elle est une commune de la couronne,. Cette aire, qui regroupe 73 communes, est catégorisée dans les aires de 50 000 à moins de 200 000 habitants,.

### Occupation des sols
L'occupation des sols de la commune, telle qu'elle ressort de la base de données européenne d’occupation biophysique des sols Corine Land Cover (CLC), est marquée par l'importance des territoires agricoles (89,5 % en 2018), une proportion sensiblement équivalente à celle de 1990 (89,9 %). La répartition détaillée en 2018 est la suivante : 
terres arables (51,3 %), zones agricoles hétérogènes (25 %), forêts (10,5 %), cultures permanentes (9,4 %), prairies (3,8 %). L'évolution de l’occupation des sols de la commune et de ses infrastructures peut être observée sur les différentes représentations cartographiques du territoire : la carte de Cassini (XVIIIe siècle), la carte d'état-major (1820-1866) et les cartes ou photos aériennes de l'IGN pour la période actuelle (1950 à aujourd'hui).

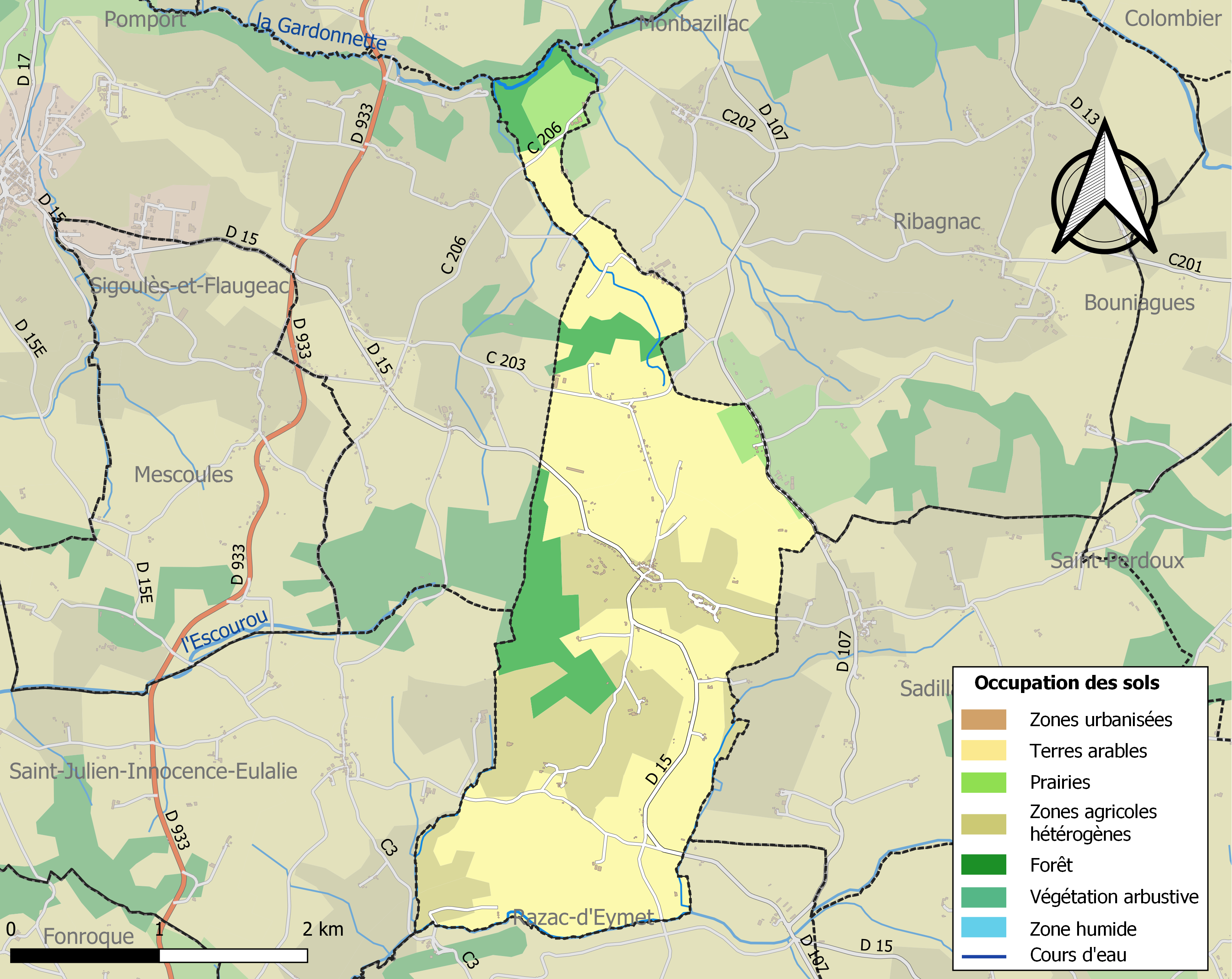
Carte des infrastructures et de l'occupation des sols de la commune en 2018 (CLC).

### Prévention des risques
Le territoire de la commune de Singleyrac est vulnérable à différents aléas naturels : météorologiques (tempête, orage, neige, grand froid, canicule ou sécheresse), feux de forêts, mouvements de terrains et séisme (sismicité très faible). Un site publié par le BRGM permet d'évaluer simplement et rapidement les risques d'un bien localisé soit par son adresse soit par le numéro de sa parcelle.
Singleyrac est exposée au risque de feu de forêt. L’arrêté préfectoral du 14 mars 2013 fixe les conditions de pratique des incinérations et de brûlage dans un objectif de réduire le risque de départs d’incendie. À ce titre, des périodes sont déterminées : interdiction totale du 15 février au 15 mai et du 15 juin au 15 octobre, utilisation réglementée du 16 mai au 14 juin et du 16 octobre au 14 février. En septembre 2020, un plan inter-départemental de protection des forêts contre les incendies (PidPFCI) a été adopté pour la période 2019-2029,.

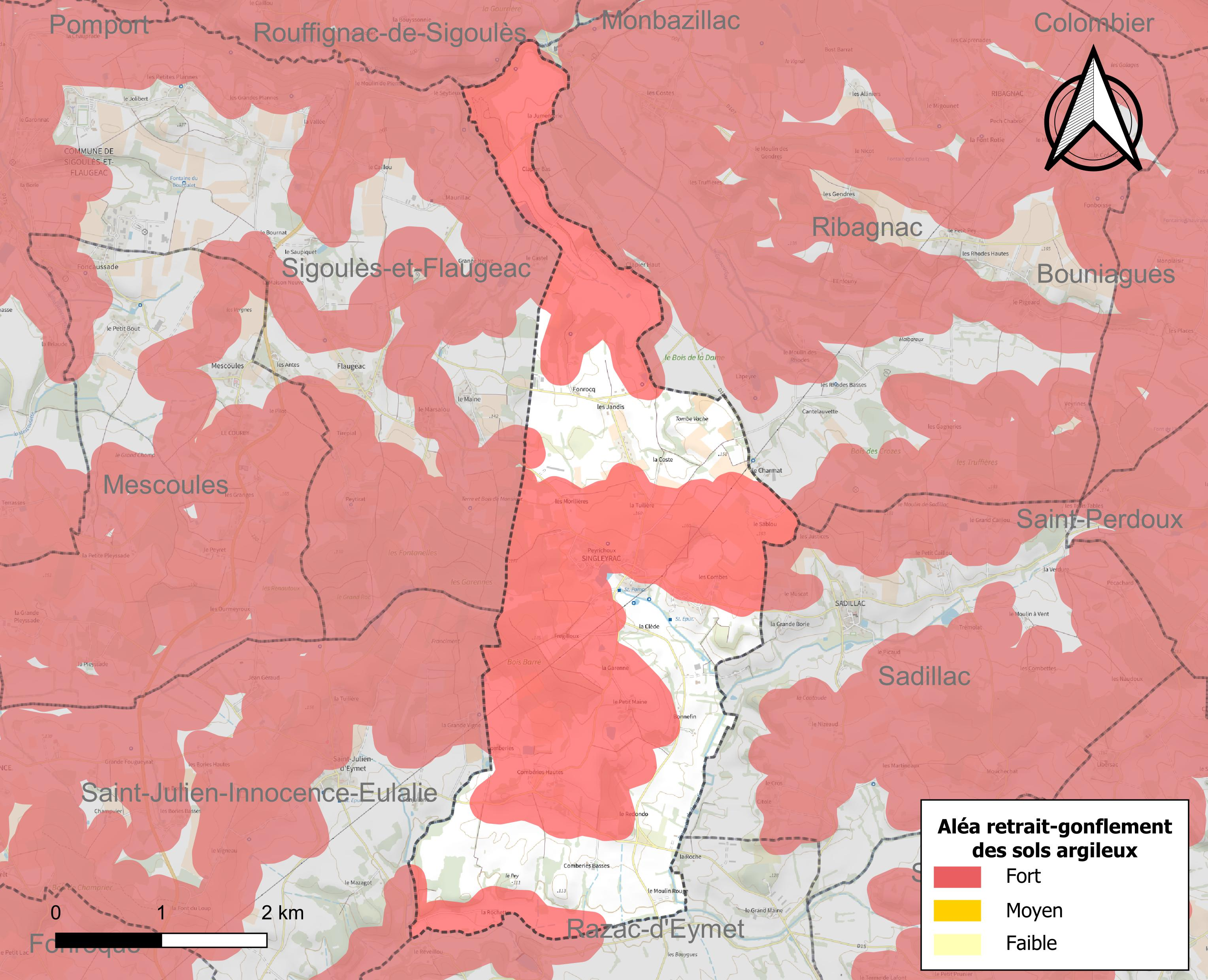
Carte des zones d'aléa retrait-gonflement des sols argileux de Singleyrac.

Les mouvements de terrains susceptibles de se produire sur la commune sont des tassements différentiels. Le retrait-gonflement des sols argileux est susceptible d'engendrer des dommages importants aux bâtiments en cas d’alternance de périodes de sécheresse et de pluie. 62,8 % de la superficie communale est en aléa moyen ou fort (58,6 % au niveau départemental et 48,5 % au niveau national métropolitain). Depuis le 1er octobre 2020, en application de la loi ÉLAN, différentes contraintes s'imposent aux vendeurs, maîtres d'ouvrages ou constructeurs de biens situés dans une zone classée en aléa moyen ou fort,.
La commune a été reconnue en état de catastrophe naturelle au titre des dommages causés par les inondations et coulées de boue survenues en 1982, 1999 et 2018, par la sécheresse en 1989, 1991, 1992 et 2011 et par des mouvements de terrain en 1999.

## Toponymie
En occitan, la commune porte le nom de Singlairac.
Anciennes mentions : Singleyracum, Saint Gleyrac (1680).

## Histoire
En 1680, s'appelait Saint-Gleyrac.
Intégrée dans un premier temps à la Révolution à la commune de Sadillac et Gleyrac, Gleyrac s'en est séparée au bout de quelques années puis est devenue Singleyrac.

## Politique et administration

### Rattachements administratifs
Dès 1790, la commune de Singleyrac a été rattachée au canton de Ribagnac qui dépendait du district de Bergerac jusqu'en 1795, date de suppression des districts. Lorsque ce canton est supprimé par la loi du 8 pluviôse an IX (28 janvier 1801)  portant sur la « réduction du nombre de justices de paix », la commune est rattachée au canton d'Eymet dépendant de l'arrondissement de Bergerac.

### Intercommunalité
Fin 2001, Singleyrac intègre dès sa création la communauté de communes Val et Coteaux d'Eymet. Celle-ci est dissoute au 31 décembre 2013 et remplacée au 1er janvier 2014 par la communauté de communes des Portes sud Périgord.

### Administration municipale
La population de la commune étant comprise entre 100 et 499 habitants au recensement de 2017, onze conseillers municipaux ont été élus en 2020,.

### Liste des maires
| Période                                  | Période  | Identité           | Étiquette | Qualité |
| ---------------------------------------- | -------- | ------------------ | --------- | --- |
| Les données manquantes sont à compléter. |          |                    |           | |
|                                          |          |                    |           | |
| mars 1971                                | mai 2020 | Jean-Roger Lacotte | PCF       | Retraité de la fonction publique territoriale, Président de la Communauté de communes Val et Coteaux d'Eymet (2002-2013) |
| mai 2020                                 | En cours | Christine Lacotte  |           | |

## Équipements et services publics

### Justice
En 2023, dans le domaine judiciaire, Singleyrac relève : 
- du tribunal judiciaire, du tribunal pour enfants, du conseil de prud'hommes et du tribunal de commerce de Bergerac ;
- du pôle Nationalité du tribunal judiciaire de Périgueux (compétent uniquement dans le domaine de la nationalité) ;
- de la cour d'appel, du tribunal administratif et de la  cour administrative d'appel de Bordeaux.

## Population et société

### Démographie
L'évolution du nombre d'habitants est connue à travers les recensements de la population effectués dans la commune depuis 1800. Pour les communes de moins de 10 000 habitants, une enquête de recensement portant sur toute la population est réalisée tous les cinq ans, les populations de référence des années intermédiaires étant quant à elles estimées par interpolation ou extrapolation. Pour la commune, le premier recensement exhaustif entrant dans le cadre du nouveau dispositif a été réalisé en 2005.

En 2022, la commune comptait 314 habitants, en évolution de +12,54 % par rapport à 2016 (Dordogne : +0,37 %, France hors Mayotte : +2,11 %).
| 1800 | 1806 | 1821 | 1831 | 1836 | 1841 | 1846 | 1851 | 1856 |
| ---- | ---- | ---- | ---- | ---- | ---- | ---- | ---- | ---- |
| 267  | 262  | 280  | 267  | 274  | 264  | 276  | 243  | 230  |

| 1861 | 1866 | 1872 | 1876 | 1881 | 1886 | 1891 | 1896 | 1901 |
| ---- | ---- | ---- | ---- | ---- | ---- | ---- | ---- | ---- |
| 238  | 261  | 240  | 242  | 232  | 219  | 192  | 166  | 176  |

| 1906 | 1911 | 1921 | 1926 | 1931 | 1936 | 1946 | 1954 | 1962 |
| ---- | ---- | ---- | ---- | ---- | ---- | ---- | ---- | ---- |
| 177  | 175  | 133  | 139  | 165  | 157  | 165  | 151  | 168  |

| 1968 | 1975 | 1982 | 1990 | 1999 | 2005 | 2006 | 2010 | 2015 |
| ---- | ---- | ---- | ---- | ---- | ---- | ---- | ---- | ---- |
| 129  | 115  | 127  | 164  | 234  | 290  | 301  | 310  | 290  |

| 2020 | 2022 | - | - | - | - | - | - | - |
| ---- | ---- | - | - | - | - | - | - | - |
| 311  | 314  | - | - | - | - | - | - | - |

## Économie

### Emploi
En 2015, parmi la population communale comprise entre 15 et 64 ans, les actifs représentent 131 personnes, soit 45,2 % de la population municipale. Le nombre de chômeurs (vingt) a légèrement augmenté par rapport à 2010 (dix-neuf) et le taux de chômage de cette population active s'établit à 15,3 %.

### Établissements
Au 31 décembre 2015, la commune compte trente établissements, dont treize au niveau des commerces, transports ou services, neuf dans l'agriculture, la sylviculture ou la pêche, trois dans la construction, trois relatifs au secteur administratif, à l'enseignement, à la santé ou à l'action sociale, et deux dans l'industrie.

## Culture locale et patrimoine

### Lieux et monuments
- Église Saint-Jean-Baptiste[55].

### Patrimoine naturel
Au nord, la Gardonnette borde le territoire communal sur environ 500 mètres. Le cours d'eau et ses rives, ainsi que les parties aval de ses deux affluents le Grimoudou et l'Ayguessou, font partie d'une zone naturelle d'intérêt écologique, faunistique et floristique (ZNIEFF) de type I où pousse une plante rare, la fritillaire pintade, (Fritillaria meleagris) et fréquentée par trois espèces de chauves-souris : le Grand murin (Myotis myotis), le Minioptère de Schreibers (Miniopterus schreibersii) et le Rhinolophe euryale (Rhinolophus euryale),.
Au sud-ouest du territoire communal, la friche calcaire de la Rochette, partagée avec la commune de Saint-Julien-d'Eymet, fait partie d'une autre ZNIEFF de type I pour plusieurs espèces de plantes dont la laitue vivace (Lactuca perennis), considérée comme espèce déterminante,.

## Pour approfondir